# Paul Trautmann (Politiker)

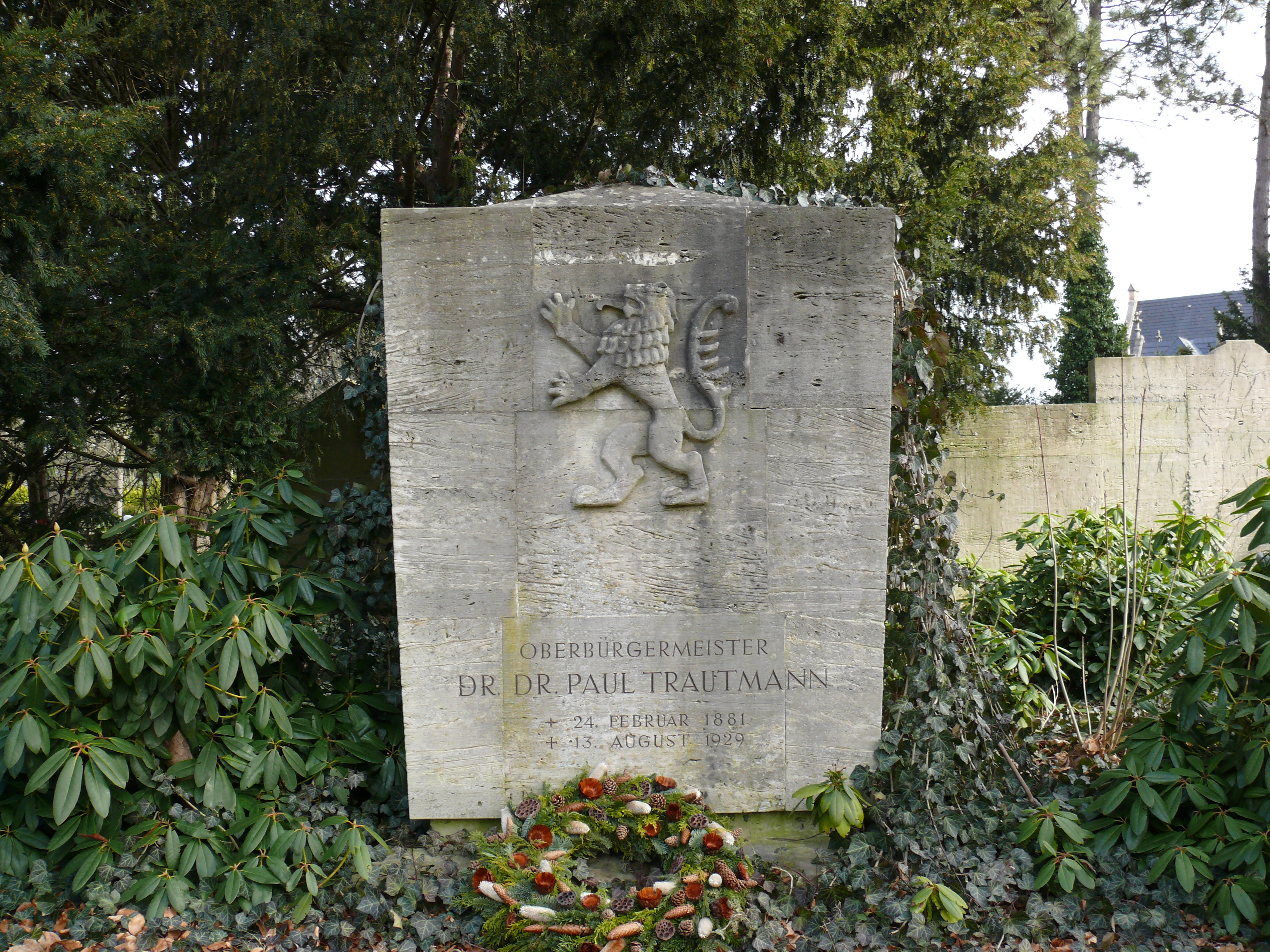
Grabstätte Paul Trautmanns auf dem Hauptfriedhof Braunschweig

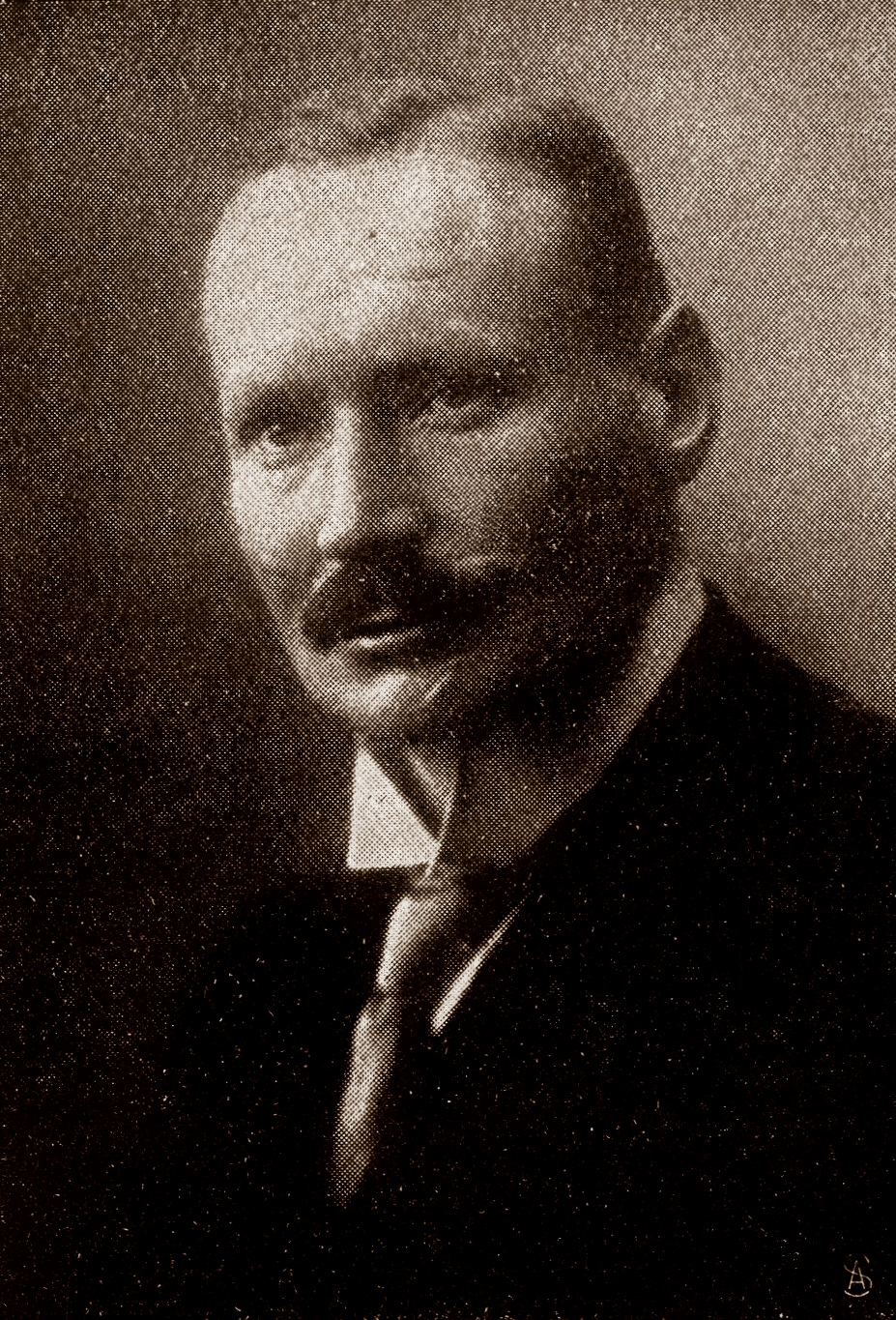
Paul Trautmann 1917

Paul Otto Theodor Trautmann (* 24. Februar 1881 in Staßfurt; † 13. August 1929 in Braunschweig) war ein deutscher Jurist und Politiker. Er war von 1917 bis 1925 Oberbürgermeister der Stadt Frankfurt (Oder) und von 1925 bis 1929 Oberbürgermeister Braunschweigs.

## Leben und Werk
Der Sohn des Reichstagsabgeordneten Wilhelm Trautmann studierte Rechtswissenschaften in Halle, Göttingen und Kiel. Im Jahre 1902 wurde er bei der Landsmannschaft Vitebergia Halle, 1903 bei der Landsmannschaft Gottinga Göttingen aktiv. Er wurde Referendar in der Kieler Stadtverwaltung. Nach der Promotion zum Dr. jur. et phil. ging Trautmann 1912 als Gerichtsassessor ins Reichsamt des Innern. Im Jahre 1915 wurde er Regierungsrat in der kriegswirtschaftlichen Abteilung. In den Jahren von 1917 bis 1925 hatte er das Oberbürgermeisteramt der Stadt Frankfurt (Oder) inne, bevor er am 22. Oktober 1925 Braunschweiger Oberbürgermeister als Nachfolger Hugo Retemeyers wurde.

### Frankfurter Oberbürgermeister
In seiner Amtszeit konnte er die Reichsbahndirektion Osten in der Stadt ansiedeln. Es wurde die „Kleist-Gesellschaft“ gegründet und die Stadt beteiligte sich an der Gründung einer Theater GmbH. Weiterhin wurde die Ostmarkbibliothek geschaffen und der Bau des Ostmarkstadions geplant. Trautmann wurde im Jahr 1916 als Nachfolger von Georg Richter zum Oberbürgermeister der Stadt Frankfurt/Oder gewählt. Er war u. a. Initiator des Brandenburgischen Odervereins (1919). 
1921 wurde er als Oberbürgermeister zu einem der fünf ordentlichen Mitglieder des Provinzialrates der Provinz Brandenburg durch den Brandenburgischen Provinzialausschuss gewählt.
1925 schied er aus den städtischen Diensten aus, um nach Braunschweig zu wechseln.

### Braunschweiger Oberbürgermeister
Während seiner nur knapp vierjährigen Amtszeit setzte sich Trautmann für die Aufhebung des 1858 geschlossenen Caspari-Vertrages ein, die jedoch erst 1934 unter Oberbürgermeister Hesse erfolgte. Trautmann betrieb die flächenmäßige Erweiterung des Stadtgebietes und eine intensive Siedlungs- und Wohnungspolitik. So führte die 1926 gegründete Nibelungen Wohnbau GmbH die Bebauung des Kernbereichs des 1919 angelegten Siegfriedviertels fort. Auf Trautmanns Betreiben hin wurde 1928 die Deutsche Verkehrsfliegerschule (DVS) nach Braunschweig verlegt. Er war Anreger der beiden bedeutenden Ausstellungen „Faust auf der Bühne“ und „Lessing und seine Zeit“. Im Jahre 1928 wurden das „Haus der Geistigen Arbeit“ (Öffentliche Bücherei und Lesehalle e. V.) und das Gauß-Museum eingeweiht.
Trautmann starb 1929 im Alter von 48 Jahren in Braunschweig.

## Schriften (Auswahl)
- Die Auslegung letztwilliger Verfügungen. (= Dissertation, Universität Halle-Wittenberg, 1906.) Buchdruckerei R. Noske, Borna-Leipzig 1906, OCLC 458362450.
- Kiels Ratsverfassung und Ratswirtschaft vom Beginn des 17. Jahrhunderts bis zum Beginn der Selbstverwaltung. Ein Beitrag zur deutschen Städtegeschichte. (= Dissertation, Universität Halle-Wittenberg, 1909.) in: Mitteilungen der Gesellschaft für Kieler Stadtgeschichte. Heft 25/26. Lipsius & Tischer, Kiel 1909, OCLC 313560656 ebenfalls erschienen in: Peter von Oestmann, Joachim Rückert, Hans-Peter Haferkamp (Hrsg.): Zeitschrift der Savigny-Stiftung für Rechtsgeschichte: Germanistische Abteilung. Band 31, Heft 1, S. 469–475. ISSN 0323-4045, doi:10.7767/zrgga.1910.31.1.469
- mit Friedrich von Keller: Kommentar zum Reichs- und Staatsangehörigkeitsgesetz vom 22. Juli 1913. C. H. Beck, München 1914, OCLC 717415129.